# سانتانا دي كاتاغواسيس
سانتانا دي كاتاغواسيس بلدية في ولاية ميناس جيرايس في المنطقة الجنوبية الشرقية من البرازيل.   